# De lave et de sève
Albums de Elsa
Elsa, l'essentiel 1986-1993
(1997) Connexion Live
(2006)
Singles
1. Mon amour
Sortie : avril 2004
2. À quoi ça sert ?
Sortie : octobre 2004

De lave et de sève est le 6e album studio de la chanteuse Elsa Lunghini. Il fait suite à l'album Chaque jour est un long chemin et son homologue en anglais Everyday, sorti en 1996.
En effet, après de nombreuses années éloignée de la scène et de la variété française, Elsa revient en avril 2004 avec cet album en signant chez Mercury.
Sur cet album, Elsa s'est entourée entre autres de Benjamin Biolay, Keren Ann, Asher Ash ou encore Étienne Daho qui prête sa voix sur le titre L'or et la poussière.
Elle participa également à l'écriture de nombreux titres dont le second extrait de ce 5e opus studio : À quoi ça sert.
Le premier extrait fut Mon amour, illustré par un clip inspiré des films d'épouvantes des années 1920 comme Nosferatu. Pour ce clip, Elsa reçut un prix d'interprétation au Festival international des arts du clip en 2004.
Cet album comprend 12 titres mais un 13e titre était disponible grâce au nouveau système OpenDisc : Un désir.
Il permettra aussi à Elsa de revenir seule sur scène en septembre 2005, à l'Européen de Paris, concert qui est disponible sur son album Connexion Live.

## Liste des titres
| no  | Titre                                                                   | Durée      |
| --- | ----------------------------------------------------------------------- | ---------- |
| 1.  | Mon amour (B. Biolay / B. Biolay - K. Ann)                              | 2 min 59 s |
| 2.  | Lune noire (E. Lunghini / A. Essertier)                                 | 3 min 14 s |
| 3.  | Connexions (A. Ash / N. Clark)                                          | 2 min 54 s |
| 4.  | Ne dis pas que tu m'aimes (H. Mounier / B. Biolay)                      | 3 min 50 s |
| 5.  | L'or et la poussière (avec E. Daho) (A. Ash / N. Clark - E. Lunghini)   | 3 min 05 s |
| 6.  | À quoi ça sert (E. Lunghini / N. Richard)                               | 3 min 30 s |
| 7.  | Comme un fou (S. Hawksley / C. Gentz) Adapt. E. Lunghini                | 3 min 57 s |
| 8.  | On tombe (A. Ash / N. Clark)                                            | 4 min 12 s |
| 9.  | Pris dans le système (F. White / S. Langham) Adapt. A. Ash              | 4 min 00 s |
| 10. | Seuls dans l'univers (M. Goldenberg / M. Lewis) Adapt. E. Lunghini      | 4 min 05 s |
| 11. | Un bel été en enfer (P. Kvint / H. Lindvall) Adapt. E. Lunghini         | 4 min 20 s |
| 12. | Pour une vue du paradis (T. Arbuckle / M. Bronleewe) Adapt. E. Lunghini | 3 min 48 s |
| 13. | Un désir* (J. Robinson / R. Dewael) Adapt. A. Ash                       | 3 min 34 s |

* Titre bonus disponible avec le système Opendisc

## Anecdotes
- Un désir a été interprété par Elsa lors de ses concerts à L'Européen en 2005. La version live est disponible sur le CD et DVD de Connexion Live.